# Pavel Dosevitch
Pavel Dosevitch (en biélorusse : Павел Досевич) est un joueur biélorusse de volley-ball né le 10 décembre 1984. Il mesure 1,85 m et joue libero.

## Clubs
| Club                   | De        | À         |
| ---------------------- | --------- | --------- |
| Metallourg Mogilev     |           | 2009-2010 |
| Stroïtel Minsk         | 2010-2011 | 2010-2011 |
| VK Chakhtior Salihorsk | 2011-2012 | ...       |

## Palmarès
- Championnat de Biélorussie (2)
  - Vainqueur : 2007, 2011
  - Finaliste : 2008, 2009, 2013